# Pop the Glock
Singles de Uffie
Tthhee Ppaarrttyy
(2007) MCs Can Kiss
(2010)
Pop the glock est une chanson interprétée par la chanteuse franco-américaine d'electro Uffie. La chanson est sortie initialement en tant que single en janvier 2006 sur l'EP Pop the Glock/Ready to Uff sous le label Ed Banger Records puis rééditée en vinyle 12" le 30 novembre 2009.
Premier single de l'artiste, il s'est classé aux États-Unis à la 50e place dans le Hot Dance Club Songs et à la 43e place dans le classement Irlandais devenant malgré tout un succès underground international. Pop the glock a été écrit par Uffie et produit par Feadz et est en grande partie basé à la fois lyriquement et musicalement à la chanson Top Billin' d'Audio Two.

## Liste des pistes
| 1. | Pop the Glock                                          | 3:29 |
| 2. | Pop the Glock (Mirwais Pop Remix)                      | 2:31 |
| 3. | Pop the Glock (Felix Da Housecat/Pink Enemy Remix)     | 5:38 |
| 4. | Pop the Glock (Ellen Allien "Bang the Glock Mix 2009") | 7:36 |
| 5. | Pop the Glock (Music Video)                            | 3:29 |

| A1. | Pop the Glock                                          | 3:29 |
| A2. | Pop the Glock (Mirwais Pop Remix)                      | 2:31 |
| B1. | Pop the Glock (Felix Da Housecat/Pink Enemy Remix)     | 5:38 |
| B2. | Pop the Glock (Ellen Allien "Bang the Glock Mix 2009") | 7:36 |

## Classement hebdomadaire
| Classement (2010) | Meilleure position |
| ----------------- | ------------------ |
| France (SNEP)     | 89                 |